# Јелена Николић
Јелена Николић-Ненадић (Београд, 13. април 1982) бивша је српска одбојкашица, некадашња чланица одбојкашке репрезентације Србије. Играла је на позицији примача сервиса.
Највеће успехе постигла је као чланица репрезентације на Светском првенству 2006. бронзана медаља и Европском првенству 2007. сребрна медаља. Иако је играчица која је постигла највећи број поена на Европском првенству 2007. није проглашена за најбољу поентерку. Званично образложење је да нису узимани у обзир поени из првог круга такмичења. Проглашена је за најкориснију играчицу (МВП) у Европској лиги 2010. као и за најбољег примача сервиса.
На Европском првенству 2011. одржаном у Италији и Србији са репрезентацијом Србије освојила је златну медаљу.
Велики успех са репрезентацијом је остварила на Олимпијади у Рију кад је освојена сребрна медаља.

## Награде
- Најбоља српска одбојкашица у 2010. години у избору Одбојкашког савеза Србије.
- Најбољи примач и играч 2010.
- Најбољи поентер финалног турнира 2011.